# Torneo de La Bisbal del Ampurdán
El Torneig Internacional de Tennis Femení Solgironès es un torneo de tenis profesional que se disputa en pistas de tierra batida al aire libre. El evento pertenece a los torneos WTA 125s de $115 000 y se lleva a cabo en La Bisbal del Ampurdán, España, desde 2016. Sin embargo, el torneo solía celebrarse como un torneo ITF hasta 2022 antes de ser actualizado al nivel Challenger en 2023.

## Palmarés

### Individuales
| Año          | Campeona    | Finalista       | Resultado        |
| ------------ | ----------- | --------------- | ---------------- |
| 2022         | Xinyu Wang  | Erika Andreeva  | 3-6, 7-6(0), 6-0 |
| ↓ WTA 125s ↓ |             |                 |                  |
| 2023         | Arantxa Rus | Panna Udvardy   | 7-6(2), 6-2      |
| 2024         | María Carlé | Rebeka Masarova | 3-6, 6-1, 6-2    |

### Dobles
| Año          | Campeonas                        | Finalistas                     | Resultado        |
| ------------ | -------------------------------- | ------------------------------ | ---------------- |
| 2022         | Victoria Jiménez Renata Zarazúa  | Alicia Barnett Olivia Nicholls | 6–4, 2–6, [10-8] |
| ↓ WTA 125s ↓ |                                  |                                |                  |
| 2023         | Caroline Dolehide Diana Shnaider | Aliona Bolsova Rebeka Masarova | 7–6(5), 6–3      |
| 2024         | Miriam Kolodziejová Anna Sisková | Tímea Babos Dalma Gálfi        | w/o              |